# دوري أمم الكونكاكاف 2023–24 الأول
دوري أمم الكونكاكاف 2023–24 الأول هو دوري أمم الكونكاكاف 2023–24 نسخة 2023–24 من دوري أمم الكونكاكاف، الموسم الثالث من المسابقة كرة القدم الدولية التي تضم المنتخبات الوطنية للرجال من 41 اتحادا عضوا في الكونكاكاف. أقيمت مرحلة المجموعات الأولية في الفترة من 7 سبتمبر 2023 إلى 17 أكتوبر 2023. 
سيتوج الدوري الأول بنهائيات دوري أمم الكونكاكاف 2024 في مارس 2024 لتتويج أبطال دوري أمم الكونكاكاف.
تعمل هذه النسخة من دوري أمم الكونكاكاف الأول على تحديد ممثلي الكونكاكاف الستة الذين سيتأهلون كضيوف لكوبا أمريكا 2024 في الولايات المتحدة. سيتأهل الفائزون الأربعة في ربع النهائي والفائزان في المباراة الفاصلة بين الخاسرين الأربعة في ربع النهائي إلى بطولة الكونميبول.

## الشكل
بدءا من هذه النسخة ، تمت زيادة الدوري الأول من اثني عشر فريقا إلى ستة عشر فريقا وتم تقديم جولة ربع نهائي جديدة. أصبحت مرحلة المجموعات مجموعتين من ستة فرق بدلا من المجموعات الأربع المكونة من ثلاثة فرق من النسخ السابقة ، وتلقت أربعة فرق وداعا مباشرا لربع النهائي. دخلت الفرق الاثني عشر الأقل تصنيفا في تصنيفات الكونكاكاف اعتبارا من مارس 2023 مرحلة المجموعات وتم تقسيمها إلى مجموعتين من ستة فرق ، حيث يلعب كل فريق أربع مباريات ضد خصوم المجموعة (اثنتان على أرضه واثنتان خارج أرضه) في النظام السويسري الشكل. تقدم أفضل فريقين من كل مجموعة إلى الدور ربع النهائي، وانضمت إليهما الفرق الأربعة الأعلى تصنيفا في تصنيفات الكونكاكاف اعتبارا من مارس 2023. ستقام مباريات ربع النهائي على أساس ذهاب وإياب ذهابا وإيابا، حيث يتقدم الفائزون الأربعة إلى نهائيات دوري الأمم ويتأهلون مباشرة إلى كوبا أمريكا 2024، بينما سيلعب الخاسرون الأربعة مباراتين مباراة ذهاب وإياب المباريات الفاصلة لآخر رصيفين لبطولة الكونميبول.
تحتفظ نهائيات دوري الأمم بشكلها السابق المتمثل في الدور نصف النهائي ومباراة تحديد المركز الثالث والمباراة النهائية لتحديد الأبطال.

## الفرق
يتنافس ما مجموعه ستة عشر فريقا وطنيا في الدوري الأول ، بما في ذلك الفرق الاثني عشر من موسم 2022–23 وأربعة تمت ترقيتهم من 2022–23 الدوري الثاني. نتيجة للتوسع إلى 16 فريقا ، لم تكن هناك فرق هابطة الموسم الماضي ، لذلك ظلت الفرق الاثني عشر من موسم 2022-23 في الدوري الأول لهذه الطبعة.

### تغييرات الفرق
فيما يلي تغييرات فريق الدوري الأول من موسم 2022–23:
| تمت ترقيته من دوري الأمم الثاني               |
| --------------------------------------------- |
| - كوبا - غواتيمالا - هايتي - ترينيداد وتوباغو |

نيكاراغوا تأهلت في الأصل للترقية إلى الدوري الأول كفائزين في المجموعة الثالث من الدوري الثاني ، ولكن تم استبعادها بسبب إرسال لاعب غير مؤهل. ونتيجة لذلك، حلت محلها ترينيداد وتوباغو في 12 يونيو 2023. حلت نيكاراغوا محل ترينيداد وتوباغو في الدوري الثاني.

#### الفرق التي صعدت من الدوري الثاني
كوبا، هايتي، وترينيداد وتوباغو عاد إلى الدوري الأول بعد غياب موسم واحد. غواتيمالا وصلت إلى الدرجة الأولى من دوري أمم الكونكاكاف لأول مرة بعد أن بدأت في الدوري الثالث في النسخة الافتتاحية والانتقال من الدوري الثاني الموسم السابق.

### الإختصار
تم تأكيد الأواني في 2 مايو 2023 ، مع تقسيم أقل اثني عشر فريقا في الدوري الأول ، بناء على تصنيفات الكونكاكاف اعتبارا من 31 مارس 2023 ، إلى ستة أوعية من فريقين. تم تصنيف الفرق الأربعة الأولى (المكسيك والولايات المتحدة وكندا وكوستاريكا) مباشرة في الدور ربع النهائي.
| الوعاء | الفريق           | النقاط | Rank |
| ------ | ---------------- | ------ | ---- |
| 1      | بنما             | 1,695  | 5    |
| 1      | هايتي            | 1,482  | 6    |
| 2      | جامايكا          | 1,479  | 7    |
| 2      | غواتيمالا        | 1,405  | 8    |
| 3      | هندوراس          | 1,403  | 9    |
| 3      | السلفادور        | 1,330  | 10   |
| 4      | مارتينيك         | 1,246  | 12   |
| 4      | كوبا             | 1,176  | 13   |
| 5      | كوراساو          | 1,171  | 14   |
| 5      | سورينام          | 1,079  | 16   |
| 6      | ترينيداد وتوباغو | 1,254  | 11   |
| 6      | غرينادا          | 791    | 25   |

### القرعة
أقيمت قرعة دور المجموعات في 16 مايو 2023، الساعة 19:00 المنطقة الزمنية الشرقية، في ميامي، فلوريدا، الولايات المتحدة. حيث تم تقسيم الفرق الاثني عشر المشاركة إلى مجموعتين من ستة. بدأت القرعة باختيار فريق عشوائيا من الوعاء 1 ووضعه في المجموعة الأولى ثم اختيار الفريق المتبقي من الوعاء 1 ووضعه في المجموعة ب. استمر السحب بنفس الإجراء الذي تم إجراؤه للأواني المتبقية.
أسفرت القرعة عن المجموعات التالية:
| الترتيب | Team             |
| ------- | ---------------- |
| A1      | بنما             |
| A2      | غواتيمالا        |
| A3      | السلفادور        |
| A4      | مارتينيك         |
| A5      | كوراساو          |
| A6      | ترينيداد وتوباغو |

| الترتيب | Team    |
| ------- | ------- |
| B1      | هايتي   |
| B2      | جامايكا |
| B3      | هندوراس |
| B4      | كوبا    |
| B5      | سورينام |
| B6      | غرينادا |

## دور المجموعات
تم تأكيد قائمة المباريات من قبل الكونكاكاف في 6 يوليو 2023. جميع أوقات المباريات في منطقة زمنية شرقية (UTC−4) كما هو مدرج من قبل الكونكاكاف (التوقيت المحلي، إذا كان مختلفا، بين قوسين).

### المجموعة الأولى
| م | الفريق           | لعب | ف | ت | خ | أ.له | أ.ع | أ.ف | نقاط | التأهل أو الهبوط         |     | بنما | ترينيداد وتوباغو | مارتينيك | غواتيمالا | كوراساو | السلفادور |
| - | ---------------- | --- | - | - | - | ---- | --- | --- | ---- | ------------------------ | --- | ---- | ---------------- | -------- | --------- | ------- | --------- |
| 1 | بنما             | 4   | 3 | 1 | 0 | 9    | 2   | +7  | 10   | التقدم إلى ربع النهائي   |     | —    | null             | 3–0      | 3–0       | null    | null      |
| 2 | ترينيداد وتوباغو | 4   | 3 | 0 | 1 | 10   | 9   | +1  | 9    | التقدم إلى ربع النهائي   |     | null | —                | null     | 3–2       | 1–0     | null      |
| 3 | مارتينيك         | 4   | 2 | 1 | 1 | 2    | 3   | −1  | 7    |                          |     | null | null             | —        | null      | 1–0     | 1–0       |
| 4 | غواتيمالا        | 4   | 1 | 1 | 2 | 5    | 7   | −2  | 4    |                          | 1–1 | null | null             | —        | null      | 2–0     |           |
| 5 | كوراساو (R)      | 4   | 1 | 0 | 3 | 6    | 7   | −1  | 3    | الهبوط إلى الدوري الثاني |     | 1–2  | 5–3              | null     | null      | —       | null      |
| 6 | السلفادور (R)    | 4   | 0 | 1 | 3 | 2    | 6   | −4  | 1    | الهبوط إلى الدوري الثاني |     | null | 2–3              | 0–0      | null      | null    | —         |

| ترينيداد وتوباغو | 1–0   | كوراساو |
| ---------------- | ----- | ------- |
| James 87'        | تقرير |         |

| بنما                                                | 3–0   | مارتينيك |
| --------------------------------------------------- | ----- | -------- |
| - Fajardo 9' - Moltenis 47' (ه.ذ.) - Waterman 90+3' | تقرير |          |

| غواتيمالا               | 2–0   | السلفادور |
| ----------------------- | ----- | --------- |
| - Mejía 15' - Altán 78' | تقرير |           |

| مارتينيك   | 1–0   | كوراساو |
| ---------- | ----- | ------- |
| Labeau 48' | تقرير |         |

| غواتيمالا  | 1–1   | بنما             |
| ---------- | ----- | ---------------- |
| Santis 71' | تقرير | Davis 7' (ركلة.) |

| السلفادور                    | 2–3   | ترينيداد وتوباغو                             |
| ---------------------------- | ----- | -------------------------------------------- |
| - Zavaleta 17' - B. Gil ‏ 53' | تقرير | - Telfer 22' - Shaw 51' (ركلة.) - Garcia 72' |

| كوراساو     | 1–2   | بنما                           |
| ----------- | ----- | ------------------------------ |
| Janga 90+4' | تقرير | - Bárcenas 29' - Rodríguez 77' |

| مارتينيك   | 1–0   | السلفادور |
| ---------- | ----- | --------- |
| Marajo 23' | تقرير |           |

| ترينيداد وتوباغو                            | 3–2   | غواتيمالا                |
| ------------------------------------------- | ----- | ------------------------ |
| - Jones 36' (ركلة.) - Moore 54' - James 89' | تقرير | - Rubin 12' - Santis 31' |

| بنما                                                | 3–0   | غواتيمالا |
| --------------------------------------------------- | ----- | --------- |
| - Carrasquilla 14' - Davis 48' (ركلة.) - Ayarza 90' | تقرير |           |

| السلفادور | 0–0   | مارتينيك |
| --------- | ----- | -------- |
|           | تقرير |          |

| كوراساو                                                                      | 5–3   | ترينيداد وتوباغو                      |
| ---------------------------------------------------------------------------- | ----- | ------------------------------------- |
| - Janga 7'، 81' - Roemeratoe 12' - Gorré 56' (ركلة.) - J. Bacuna 78' (ركلة.) | تقرير | - Moore 68' - Lee-Him 74' - Moses 86' |

### المجموعة الثانية
| م | الفريق      | لعب | ف | ت | خ | أ.له | أ.ع | أ.ف | نقاط | التأهل أو الهبوط         |      | جامايكا | هندوراس | سورينام | كوبا | هايتي | غرينادا |
| - | ----------- | --- | - | - | - | ---- | --- | --- | ---- | ------------------------ | ---- | ------- | ------- | ------- | ---- | ----- | ------- |
| 1 | جامايكا     | 4   | 3 | 1 | 0 | 10   | 5   | +5  | 10   | التقدم إلى ربع النهائي   |      | —       | 1–0     | null    | null | 2–2   | null    |
| 2 | هندوراس     | 4   | 2 | 1 | 1 | 8    | 1   | +7  | 7    | التقدم إلى ربع النهائي   |      | null    | —       | null    | 4–0  | null  | 4–0     |
| 3 | سورينام     | 4   | 1 | 2 | 1 | 6    | 3   | +3  | 5    |                          |      | null    | null    | —       | null | 1–1   | 4–0     |
| 4 | كوبا        | 4   | 1 | 2 | 1 | 1    | 4   | −3  | 5    |                          | null | 0–0     | 1–0     | —       | null | null  |         |
| 5 | هايتي (R)   | 4   | 0 | 3 | 1 | 5    | 6   | −1  | 3    | الهبوط إلى الدوري الثاني |      | 2–3     | null    | null    | 0–0  | —     | null    |
| 6 | غرينادا (R) | 4   | 0 | 1 | 3 | 2    | 13  | −11 | 1    | الهبوط إلى الدوري الثاني |      | 1–4     | null    | 1–1     | null | null  | —       |

| هايتي | 0–0   | كوبا |
| ----- | ----- | ---- |
|       | تقرير |      |

| غرينادا   | 1–1   | سورينام      |
| --------- | ----- | ------------ |
| Lewis 85' | تقرير | Te Vrede 87' |

| جامايكا  | 1–0   | هندوراس |
| -------- | ----- | ------- |
| Gray 64' | تقرير |         |

| كوبا     | 1–0   | سورينام |
| -------- | ----- | ------- |
| Pozo 21' | تقرير |         |

| جامايكا                                       | 2–2   | هايتي                 |
| --------------------------------------------- | ----- | --------------------- |
| - Adé 51' (ه.ذ.) - Decordova-Reid 83' (ركلة.) | تقرير | Don Deedson ‏ 12'، 15' |

| هندوراس                                                 | 4–0   | غرينادا |
| ------------------------------------------------------- | ----- | ------- |
| - Rodríguez 45+2'، 65' - Lozano 51' - Palma 60' (ركلة.) | تقرير |         |

| سورينام  | 1–1   | هايتي       |
| -------- | ----- | ----------- |
| Haps 17' | تقرير | Cantave 51' |

| غرينادا      | 1–4   | جامايكا                                                        |
| ------------ | ----- | -------------------------------------------------------------- |
| Williams 30' | تقرير | - Williams 12' - Nicholson 22' - Gray 74' - Decordova-Reid 87' |

| كوبا | 0–0   | هندوراس |
| ---- | ----- | ------- |
|      | تقرير |         |

| هايتي            | 2–3   | جامايكا                                 |
| ---------------- | ----- | --------------------------------------- |
| Pierrot 15'، 87' | تقرير | - Gray 18' - Nicholson 57' - Bailey 66' |

| هندوراس                                                         | 4–0   | كوبا |
| --------------------------------------------------------------- | ----- | ---- |
| - Maldonado 9' - Lozano 13' - Quioto 67' (ركلة.) - Róchez 90+1' | تقرير |      |

| سورينام                                                             | 4–0   | غرينادا |
| ------------------------------------------------------------------- | ----- | ------- |
| - Van der Kust ‏ 12' - Vlijter 27' - Abena 35' - Bedeau 45+3' (ه.ذ.) | تقرير |         |

## ربع النهائي
تم تحديد أزواج ربع النهائي بناء على تصنيفات الكونكاكاف اعتبارا من 18 أكتوبر 2023 للفرق الأربعة المصنفة مسبقا ونتائج مرحلة المجموعات للفائزين والوصيف من كل مجموعة. أتيحت الفرصة للفرق الأربعة المصنفة مسبقا التي تلقت وداعا مباشرا لربع النهائي (كندا وكوستاريكا والمكسيك والولايات المتحدة) لتحديد ترتيب المسارات. يتقدم الفائزون إلى نهائيات دوري الأمم ويتأهلوا إلى كوبا أمريكا 2024 ، بينما يتقدم الخاسرون إلى ملحق تصفيات كوبا أمريكا.
| الترتيب | الفريق           | النقاط |
| ------- | ---------------- | ------ |
| 1       | المكسيك          | 1,967  |
| 2       | الولايات المتحدة | 1,909  |
| 3       | كندا             | 1,729  |
| 4       | كوستاريكا        | 1,676  |

| الترتيب | الفريق           | لعب | ف | ت | خ | أ.له | أ.ع | أ.ف | نقاط |
| ------- | ---------------- | --- | - | - | - | ---- | --- | --- | ---- |
| 1       | بنما             | 4   | 3 | 1 | 0 | 9    | 2   | +7  | 10   |
| 2       | جامايكا          | 4   | 3 | 1 | 0 | 10   | 5   | +5  | 10   |
|         |                  |     |   |   |   |      |     |     |      |
| 3       | ترينيداد وتوباغو | 4   | 3 | 0 | 1 | 10   | 9   | +1  | 9    |
| 4       | هندوراس          | 4   | 2 | 1 | 1 | 8    | 1   | +7  | 7    |

وكانت المباريات على النحو التالي:
- ربع النهائي 1 (QF1): الفريق المصنف الرابع ضد الفائز بالمجموعة الأفضل تصنيفا
- ربع النهائي 2 (QF2): الفريق المصنف الثالث ضد الفائز التالي بأفضل تصنيف في المجموعة
- ربع النهائي 3 (QF3): الفريق المصنف الثاني ضد وصيف المجموعة الأفضل تصنيفا
- ربع النهائي 4 (QF4): الفريق المصنف الأول ضد وصيف المجموعة التالي الأفضل تصنيفا

### الملخص
لعبت مباريات الذهاب في الفترة من 16 إلى 18 نوفمبر، ومباريات الإياب في 20 و 21 نوفمبر 2023.
| الفريق الأول     | إجم.         | الفريق الثاني    | مباراة الذهاب | مباراة الإياب |
| ---------------- | ------------ | ---------------- | ------------- | ------------- |
| كوستاريكا        | 1–6          | بنما             | 0–3           | 1–3           |
| جامايكا          | 4–4 (أ.خ.د)  | كندا             | 1–2           | 3–2           |
| الولايات المتحدة | 4–2          | ترينيداد وتوباغو | 3–0           | 1–2           |
| هندوراس          | 2–2 (2–4 ج.) | المكسيك          | 2–0           | 0–2 (ب.و.إ.)  |

### المباريات
تم تأكيد قائمة المباريات من قبل الكونكاكاف في 6 يوليو 2023. جميع أوقات المباريات في منطقة زمنية شرقية (UTC−5) كما هو مدرج من قبل الكونكاكاف (التوقيت المحلي، إذا كان مختلفا، بين قوسين).
| كوستاريكا | 0–3   | بنما                                      |
| --------- | ----- | ----------------------------------------- |
|           | تقرير | - Murillo 4' - Fajardo 29' - Waterman 60' |

| بنما                                              | 3–1   | كوستاريكا   |
| ------------------------------------------------- | ----- | ----------- |
| - Fajardo 21' - Rodríguez 24' - Bárcenas 43' (ض.) | تقرير | - Calvo 52' |

فازت بنما 6–1 في مجموع المباراتين، وتأهلت إلى النهائيات وتأهلت لكأس أمريكا 2024. تقدمت كوستاريكا إلى المباريات الفاصلة.
| الولايات المتحدة                      | 3–0   | ترينيداد وتوباغو |
| ------------------------------------- | ----- | ---------------- |
| - Pepi 82' - Robinson 86' - Reyna 89' | تقرير |                  |

| ترينيداد وتوباغو        | 2–1   | الولايات المتحدة |
| ----------------------- | ----- | ---------------- |
| - Moore 43' - Jones 57' | تقرير | - Robinson 25'   |

فازت الولايات المتحدة 4-2 في مجموع المباراتين ، وتأهلت إلى النهائيات وتأهلت إلى كوبا أمريكا 2024. تقدمت ترينيداد وتوباغو إلى المباريات الفاصلة.
| جامايكا         | 1–2   | كندا                          |
| --------------- | ----- | ----------------------------- |
| - Nicholson 56' | تقرير | - David 45+1' - Eustáquio 86' |

| كندا                    | 2–3   | جامايكا                                           |
| ----------------------- | ----- | ------------------------------------------------- |
| - Davies 25' - Koné 69' | تقرير | - Nicholson 63'، 66' - Decordova-Reid 78' (ركلة.) |

فازت جامايكا 4–4 في مجموع المباراتين بالأهداف خارج أرضها ، وتأهلت إلى النهائيات وتأهلت لكوبا أمريكا 2024. تقدمت كندا إلى المباريات الفاصلة.
| هندوراس                   | 2–0   | المكسيك |
| ------------------------- | ----- | ------- |
| - Lozano 30' - Róchez 72' | تقرير |         |

| المكسيك                               | 2–0 (ب.و.إ.) | هندوراس                          |
| ------------------------------------- | ------------ | -------------------------------- |
| - Chávez 43' - Álvarez 90+11'         | تقرير        |                                  |
| ركلات الترجيح                         |              |                                  |
| - Giménez - Vásquez - Pineda - Huerta | 4–2          | - Róchez - Acosta - Elis - Najar |

فازت المكسيك 2–2 في مجموع المباراتين 4-2 بركلات الترجيح، وتأهلت إلى النهائيات وتأهلت ل كوبا أمريكا 2024. تقدمت هندوراس إلى بلاي في.

## نهائيات دوري الأمم

### القوس
|  | نصف النهائي                | نصف النهائي       |  |  | النهائي | النهائي |
|  |                            |                   |  |  |         |         |
|  | 21 مارس – أرلينغتون        |                   |  |  |         |         |
|  |                            |                   |  |  |         |         |
|  | الولايات المتحدة           |                   |  |  |         |         |
|  | 24 مارس – أرلينغتون        |                   |  |  |         |         |
|  | جامايكا                    |                   |  |  |         |         |
|  | الفائز المباراة 1          |                   |  |  |         |         |
|  | 21 مارس – أرلينغتون        |                   |  |  |         |         |
|  |                            | الفائز المباراة 2 |  |  |         |         |
|  | بنما                       |                   |  |  |         |         |
|  |                            |                   |  |  |         |         |
|  | المكسيك                    |                   |  |  |         |         |
|  | مباراة تحديد المركز الثالث |                   |  |  |         |         |
|  |                            |                   |  |  |         |         |
|  | 24 مارس – أرلينغتون        |                   |  |  |         |         |
|  |                            |                   |  |  |         |         |
|  | خاسر المباراة 1            |                   |  |  |         |         |
|  |                            |                   |  |  |         |         |
|  | خاسر المباراة 2            |                   |  |  |         |         |

### نصف النهائي
| الولايات المتحدة | المباراة 1 | جامايكا |
| ---------------- | ---------- | ------- |
|                  |            |         |

| بنما | المباراة 2 | المكسيك |
| ---- | ---------- | ------- |
|      |            |         |

### مباراة تحديد المركز الثالث
| خاسر المباراة 1 | المباراة 3 | خاسر المباراة 2 |
| --------------- | ---------- | --------------- |
|                 |            |                 |

### النهائي
| الفائز المبارة 1 | المباراة 4 | الفائز المبارة 2 |
| ---------------- | ---------- | ---------------- |
|                  |            |                  |

## الهدافون
عدد الأهداف المُسجلة  91 هدفًا  في 32 مباراة، بمتوسط 2.84 هدفًا في المباراة الواحدة. اللاعبين البارزين بالخط الداكن لا يزالون نشطون في المنافسة.
5 أهداف
- شامار نيشولسون

3 أهداف
- رانجيلو جانغا
- أنتوني لوزانو
- بوبي ريد
- ديماراي غراي
- José Fajardo
- Reon Moore

هدفان
- أوسكار سانتيس
- Louicius Don Deedson
- فرانتزدي بيروت
- Bryan Róchez
- Edwin Rodríguez
- إدغار يويل بارسيناس
- Eric Davis
- José Luis Rodríguez
- سيسيليو واترمان
- Nathaniel James
- Alvin Jones
- أنتوني روبنسون (لاعب كرة قدم)

هدف
- جوناثان ديفيد
- ألفونسو ديفيس
- ستيفن أوستاكيو
- إسماعيل كونيه
- فرانسيسكو كالفو
- Willian Pozo
- جونينهو باكونا
- Kenji Gorré
- Godfried Roemeratoe
- Brayan Gil
- إيريك زافاليتا
- Saydrel Lewis
- Trevon Williams
- Pedro Altán
- Carlos Mejía
- روبيو روبين
- Mikaël Cantave
- دينيل مالدونادو
- لويس بالما
- روميل كيوتو
- ليون بايلي
- روماريو ويليامز
- برايتون لابو
- Johnny Marajo
- إديسون ألفاريز
- Luis Chávez
- Abdiel Ayarza
- Adalberto Carrasquilla
- ميخائيل أمير موريلو
- مينتي ابينا
- ريدجسيانو هابس
- ميتشيل تي فريدي
- Djevencio van der Kust
- Gleofilo Vlijter
- Justin Garcia
- Kristian Lee-Him
- Kareem Moses
- Malcolm Shaw
- Ryan Telfer
- ريكاردو بيبي
- جيوفاني رينا

هدف ذاتي
- Jacob Bedeau (against Suriname)
- Ricardo Adé (against Jamaica)
- Boris Moltenis (against Panama)

## الملاحظات
1. ↑  مباراة مارتينيك وكوراساو، التي كان من المقرر في الأصل أن تقام في الساعة 16:00 منطقة زمنية شرقية (UTC−4),[9] تمت إعادة جدولته إلى الساعة 20:00 بتوقيت شرق الولايات المتحدة لأسباب لوجستية.[16]
2. ↑  لعبت هايتي مباراتها على أرضها ضد كوبا في ملعب بان أمريكانو في سان كريستوبال (جمهورية الدومينيكان) بسبب الأزمة الهايتية.[23]
3. ↑  لعبت كوبا مباراتها على أرضها ضد هندوراس في ملعب فيليكس سانشيز الأولمبي في سانتو دومينغو (جمهورية الدومينيكان) بدلا من ملعبها المعتاد ملعب أنطونيو ماسيو الذي لم يستوف متطلبات الكونكاكاف لاستضافة المباراة ليلا.[30]
4. ↑  لعبت هايتي مباراتها على أرضها ضد جامايكا في ملعب هاسلي كروفورد في بورت أوف سبين (ترينيداد وتوباغو) بسبب الأزمة الهايتية.[31]
5. ↑  تم تأجيل مباراة جامايكا وكندا من موعدها الأصلي (17 نوفمبر الساعة 19:00) بسبب الظروف الجوية الناجمة عن عاصفة استوائية.[39]